# 飯塚彦四郎
飯塚 彦四郎 (いいづか ひこしろう、1873年2月21日 - 没年不明）は明治～昭和時代の実業家。
雄勝鉄道取締役社長、雄勝銀行取締役、羽後銀行西馬音内支店長を務めた。

## 経歴
秋田県に、先代飯塚彦四郎の長男として生まれる。1917年（大正6年）に家督を相続し、前名 彌一郎を改め彦四郎を襲名する。1898年（明治31年）東京高等工業学校染織科を卒業し、盛岡染織講習所橫手機業所各所長に就任する。

## 家族・親族
- 弟・飯塚直彦 (1887年生まれ)
- 義妹・飯塚喜代 (1893年生まれ、直彦妻、間杢右衞門長女、義姉妹は貴族院多額納税者議員 小林暢娘、伯叔父は衆議院議員 塩川幸太)